# George Lafayette Beal
George Lafayette Beal (21 mai 1825 - 11 décembre 1896) est un politicien américain de l'État du Maine qui a servi dans l'armée de l'Union pendant la guerre de Sécession.

## Avant la guerre
Beal naît à Norway, dans le Maine. Son père est l'un des fondateurs de la ville. Beal part, avec ses parents à Portland et  étudie au séminaire de Westbrook. En 1840, il est apprenti chez un relieur de Boston, puis repart s'installe à Norway. Il s'intéresse grandement aux affaires militaires. Il s'engage en 1855 dans  la milice locale appelée la Norway Light Infantry, étant finalement élu capitaine l'unité, un poste qu'il occupe au début de la guerre. Il est employé comme agent de la Canadian Express Company.

## Guerre de Sécession
Beal est le premier homme du comté d'Oxford à s'enrôler, et son unité de la milice devient la compagnie G du 1st Maine Infantry Regiment, une unité levée pour trois mois. Beal est nommé capitaine le 3 mai 1861. Pendant ces trois mois, il participe à la défense de Washington. Il quitte le service actif le 5 août 1861. À la fin de son engagement, il s'engage à nouveau et est nommé colonel du 10th Maine Infantry le 26 octobre 1861,. L'unité est engagée pendant la campagne de la vallée de Stonewall Jackson en 1862, y compris lors de la bataille de Cedar Mountain. Beal est félicité pour la couverture  réalisée par le 10th Maine de la retraite de l'armée de la Virginie de Nathaniel Banks, et plus tard, lors de la deuxième bataille de Bull Run, et celle d'Antietam, où un tireur d'élite abat blesse grièvement Beal et tue son cheval. La balle traverse la cuisse et se loge dans son pied gauche. Beal quitte le service actif avec son régiment le 8 mai 1863.
Le 17 décembre 1863, Beal recrute le 29th Maine Infanterie et en est nommé colonel,. Le régiment est affecté au XIX corps, et prend part à la campagne de la Red Rivier, en Louisiane, et plus tard de la campagne de la vallée de la Shenandoah de 1864 de Sheridan.
Il devient commandant de brigade le 19 avril 1864, relevant James W. McMillan, tout en conservant le commandement du 29th Maine. Au cours du mois d'avril 1864, à la suite d'un refroidissement, il devient pratiquement sourd de l'oreille gauche.  Il est breveté brigadier général de volontaires des États-Unis le 22 août 1864, et est remplacé en tant que commandant du 29th Maine par le colonel George H. Nye, le 4 octobre 1864. Il est promu au grade de brigadier général des volontaires des États-Unis le 30 novembre 1864, grade pour lequel il avait reçu un brevet pour bravoure lors de la bataille de Cedar Creek le 22 août 1864. Sa brigade est la première à avancer et à briser les lignes ennemies pendant au moment crucial de la bataille.
Il est affecté en Caroline du Nord, en 1865. Après la guerre, il est breveté major-général (de manière rétroactive au 13 mars 1865) pour bravoure et service méritoire sur le champ de bataille. Il reçoit le commandement du district de l'est de la Caroline du Sud lors de la période de la Reconstruction. Il quitte le service actif en janvier 1866 et retourne dans le Maine.

## Après la guerre
Beal entre dans la vie politique, et est délégué lors de la convention nationale républicaine qui désigne le général Grant pour la présidentielle en 1868, au cours de laquelle Beal est électeur présidentiel du Maine. En 1872, il est nommé agent des pensions à Portland, dans le Maine.
Il sert comme commandant du département du Maine de la grande armée de la république. Il sert également en tant que commandant de la commanderie du Maine de l'ordre militaire de la légion loyale des États-Unis.
En 1880, il devint adjudant général de la milice de l'État du Maine, et sert jusqu'en 1885. En 1888, il est élu trésorier de l'État en tant que républicain et sert jusqu'en 1894. En octobre 1888, il est totalement sourd de l'oreille gauche et partiellement de l'oreille droite. Il meurt en 1896 d'une attaque cardiaque. Il est enterré à South Paris dans le Maine.

## Dates de promotion
- Capitaine, compagnie G, 1st Maine Volunteer Infantry  le 14 avril 1861
- Entrée au service fédéral le 3 mai 1861
- Libération du service fédéral - 2 août 1861
- Colonel, 10th Maine Volunteer Infantry  - 3 octobre 1861
- Libération du service fédéral le 8 mai 1863
- Colonel, 29 Maine Volunteer Infantry  - 17 décembre 1863
- Brevet de brigadier de général des volontaires - le 22 août 1864
- Brigadier Général des volontaires - 13 novembre 1864
- Brevet de major général des volontaires - le 13 mars 1865
- Libération du service fédéral le 15 janvier 1866